# Oued El Alleug
Oued El Alleug là một đô thị thuộc tỉnh Blida, Algérie. Dân số thời điểm năm 2002 là 33.915 người.